# إليزابيث بينيا
إليزابيث بينيا (بالإنجليزية: Elizabeth Peña)‏ (و. 1959 – 2014 م) هي ممثلة، وممثلة مسرحية، وممثلة تلفزيونية من الولايات المتحدة الأمريكية. ولدت في إليزابيث، نيو جيرسي.
توفيت في لوس أنجلوس بسبب تشمع الكبد.

## روابط خارجية
- إليزابيث بينيا على موقع IMDb (الإنجليزية)
- إليزابيث بينيا على موقع ألو سيني (الفرنسية)
- إليزابيث بينيا على موقع ميوزك برينز (الإنجليزية)
- إليزابيث بينيا على موقع أول موفي (الإنجليزية)
- إليزابيث بينيا على موقع قاعدة بيانات الأفلام السويدية (السويدية)
- إليزابيث بينيا على موقع إن إن دي بي (الإنجليزية)
- إليزابيث بينيا على موقع قاعدة بيانات الفيلم (الإنجليزية)
- إليزابيث بينيا على موقع كينوبويسك (الروسية)